# Loev
Loev es una película india de 2015 escrita y dirigida por Sudhanshu Saria. Está protagonizada por Dhruv Ganesh y Shiv Panditt, quienes interpretan a dos amigos que emprenden un viaje de fin de semana a los Ghats occidentales, y se centra en su compleja relación emocional y sexual. Fue la última película de Ganesh, quien falleció de tuberculosis previo a su estreno. Loev también cuenta con las actuaciones de Siddharth Menon y Rishabh Chaddha en papeles secundarios. El título de la película es un error ortográfico deliberado de la palabra Love.
Saria escribió el guion mientras trabajaba en un borrador del filme inédito I Am Here y se basó en gran medida en sus experiencias personales. Finalmente, Arfi Lamba y Katherine Suckale se hicieron cargo de la producción, a pesar de las dudas de Saria sobre su viabilidad debido a su temática gay. La fotografía principal tuvo lugar en los bosques de Mahabaleshwar, en los Ghats occidentales de la India peninsular y en Bombay. La película fue rodada en el verano de 2014 durante dieciséis días por el director de fotografía Sherri Kauk en resolución 2K. El equipo de producción debió valerse de plataformas de micromecenazgo y de medidas de reducción de costes, pues su presupuesto fue de apenas un millón de dólares.
Loev se estrenó mundialmente en 2015 en el Festival de Cine Tallinn Black Nights de Estonia. Se presentó por primera vez en Norteamérica en el Festival de Cine South By Southwest de 2016 y en la India en el Festival Internacional de Cine de Bombay el mismo año. Llegó a la plataforma Netflix el 1 de mayo de 2017. El filme fue bien recibido por la crítica y el público durante sus estrenos internacionales en festivales de cine. La prensa especializada elogió especialmente el guion, así como las interpretaciones de Ganesh y Panditt. También se destacó el tratamiento poco convencional y novedoso de las relaciones entre personas del mismo sexo en la India. El filme ganó el Premio del Público al Mejor Largometraje en el Festival Internacional de Cine de Tel Aviv de 2016, entre otras distinciones.

## Sinopsis
Sahil (Dhruv Ganesh), un joven músico de Bombay, planea una escapada de fin de semana a los Ghats occidentales con su amigo de la infancia, Jai (Shiv Panditt), un exitoso hombre de negocios que vive en Nueva York. Una noche, Jai se le insinúa a Sahil, quien al principio se muestra reticente pero acaba respondiendo a sus insinuaciones. Durante una importante reunión de negocios de Jai, Sahil lo interrumpe y avergüenza con un gesto romántico presenciado por todos los presentes. Esto lleva a un enfrentamiento entre los dos en la habitación de un hotel, durante el cual Sahil acusa a Jai de tener miedo de salir del clóset. Jai responde culpando a Sahil de no haber correspondido a su afecto desde el principio. A partir de ese momento, la relación entre ambos experimenta todo tipo de sobresaltos. Esto lleva a Sahil a sospechar que Jai no se siente totalmente cómodo con su sexualidad.

## Reparto
- Dhruv Ganesh es Sahil
- Shiv Panditt es Jai
- Siddharth Menon aes Alex
- Rishabh J. Chaddha es Junior

## Producción

### Desarrollo

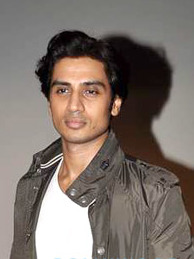
El actor Shiv Panditt se unió al proyecto tras un encuentro casual con el director Sudhanshu Saria.

El guion de Loev fue escrito por Sudhanshu Saria en Estados Unidos mientras desarrollaba la historia de otra película, I Am Here. Describiendo el filme como «pequeño, frágil y honesto», Saria afirmó que su objetivo era «intentar captar los silencios y las cosas no dichas en las amistades masculinas». Empezó a trabajar en Loev porque no pudo gestionar los fondos para la mencionada I Am Here. Mientras trabajaba en el guion tenía ciertas dudas sobre convertirlo en un largometraje, ya que creía que ningún inversor o actor querría asociarse con una película que, en su opinión, sería censurada o prohibida en su país de origen. Para escribir la historia, Saria se basó en sus propias experiencias personales mientras vivía en la ciudad montañosa india de Darjeeling y durante su formación académica en el Ithaca Arts College de Nueva York. Los diálogos se escribieron en hinglish, un híbrido entre el inglés y las lenguas sudasiáticas.
La etapa de preproducción comenzó en febrero de 2014 gracias al interés de Katharina Suckale, Jasleen Marwah y Arfi Lamba, de la compañía Bombay Berlin Film Production.  Saria explicó que escribió la historia con «profunda vergüenza y miedo» y que, una vez terminada, no la presentó a ningún inversor, sino que la archivó. El guion fue recuperado por Suckale y Lamba, quienes se vincularon al proyecto como productores. El título de la película es un error ortográfico deliberado de la palabra Love, aunque ambas se pronuncian igual y son sinónimos. Saria lo explicó en una entrevista con el medio Gaylaxy: «No importa lo diferente que pueda parecer el amor en comparación con lo convencional, es decir, no importa cómo se escriba, sigue siendo amor». La decisión de la Corte Suprema de la India de diciembre de 2013 de reinstaurar la Sección 377 del Código Penal indio, que penalizaba las relaciones entre personas del mismo sexo en el país, representó un desafío para Saria. En el comunicado oficial de lanzamiento del filme, el director habló del entorno en el que trabajó: «Fue en esta India [en referencia a la sentencia de la Corte Suprema] donde nuestros actores, técnicos, inversores y colaboradores se reunieron para hacer esta película, trabajando en absoluto secreto».
Loev está protagonizada por Shiv Panditt y Dhruv Ganesh; el primero se enteró del proyecto durante un encuentro casual con Saria. En una entrevista concedida a Daily News and Analysis, Panditt habló de dicha reunión: «No tenía ningún deseo de contratarme porque pensaba que yo sólo hacía películas comerciales. Tuve que sacarle [el guion] a la fuerza. Pero cuando lo oí, me pareció interesante y decidimos hacerlo». El director recurrió a Ganesh para interpretar a Sahil y quedó muy impresionado por su forma de abordar el personaje, pese a que el actor tuvo ciertas reservas inicialmente. Loev supuso su último papel cinematográfico, ya que falleció de tuberculosis en enero de 2015, mientras la película se encontraba en fase de posproducción. En los créditos iniciales del filme se honra su memoria. Siddharth Menon y Rishabh J. Chaddha fueron escogidos para interpretar papeles secundarios.

### Rodaje y edición

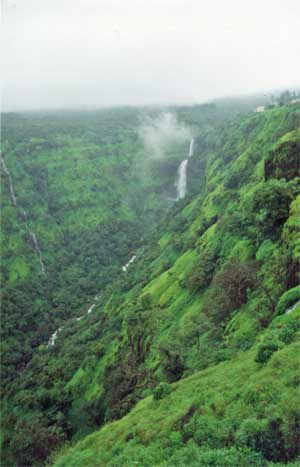
Mahabaleshwar fue uno de los lugares de filmación.

La etapa de fotografía principal comenzó en el verano de 2014 y tuvo lugar íntegramente en Bombay y Mahabaleshwar, una pequeña ciudad situada en una colina de los Ghats Occidentales, declarada Patrimonio de la Humanidad por la UNESCO, en la India peninsular. Sherri Kauk, antiguo alumno del American Film Institute, ofició como director de fotografía. Loev se rodó en un solo horario en un breve lapso de dieciséis días. De acuerdo con Saria, el equipo tuvo que «planificar bien, ser extremadamente frugales, contar cada céntimo y asegurarse de que todo acabara en la pantalla».
Con un modesto presupuesto aproximado de un millón de dólares, la producción fue financiada en parte por los socios productores y por capital privado. Se inició una campaña de micromecenazgo en el portal Indiegogo, con la que se recaudó una cantidad aproximada de 4.000 dólares. En una entrevista con Manoj Sharma de la revista Pandolin, Lamba habló de la lucha por financiar el proyecto y dijo que los inversionistas se habían echado atrás en el último minuto en más de una ocasión. Los responsables del proyecto tuvieron que financiarlo con sus propios sueldos para hacer frente a los costes de producción.
El rodaje se hizo con discreción, ya que Saria temía la oposición de la comunidad local al tema subyacente de la película, la homosexualidad. Entre los miembros del equipo, sólo un puñado conocía los detalles de la trama, y para el resto se trataba de una cinta de viajes por carretera, similar a Dil Chahta Hai (2001). Algunos de ellos se sorprendieron durante la filmación de la escena en la que Panditt besa a Ganesh al aire libre, ya que la mayoría desconocía cualquier relación romántica entre los dos personajes. A Panditt le resultó difícil rodar una escena que incluía una violación por el peso emocional que conllevaba: «Lo que hice para superar mi repulsión fue no juzgar la acción de mi personaje Jai. Simplemente me dejé llevar por cómo reaccionó Jai ante la situación».
El proceso de montaje comenzó en junio de 2015; el equipo de editores estuvo dirigido por Nitesh Bhatia y Pritam Das fue el mezclador de sonido. Sweta Gupta fue la directora artística de la película, y el vestuario fue obra de Rohit Chaturvedi. Tony Kakkar se encargó de la música; un tema original grabado por Kakkar, titulado «Ek Chaand», fue lanzado como parte de la banda sonora oficial. La canción salió a la venta el 4 de mayo de 2017 bajo el sello Desi Music Factory en iTunes. Ese mismo mes se publicó en YouTube un adelanto de dos minutos y medio del tema.
Todo el proceso de montaje y mezcla de sonido de Loev concluyó el 25 de noviembre, tras cuatro meses de trabajo de postproducción. Con una duración total de 92 minutos, la película se presentó bajo los sellos Bombay Berlin Film Productions y Four Line Films. Sus derechos de distribución en el extranjero fueron adquiridos por Wide Management, una casa de ventas, producción y distribución con sede en París. No obstante, estos derechos se retiraron cuando los productores entablaron negociaciones con Netflix, plataforma que adquirió la distribución mundial en abril de 2017.

## Temática e influencias

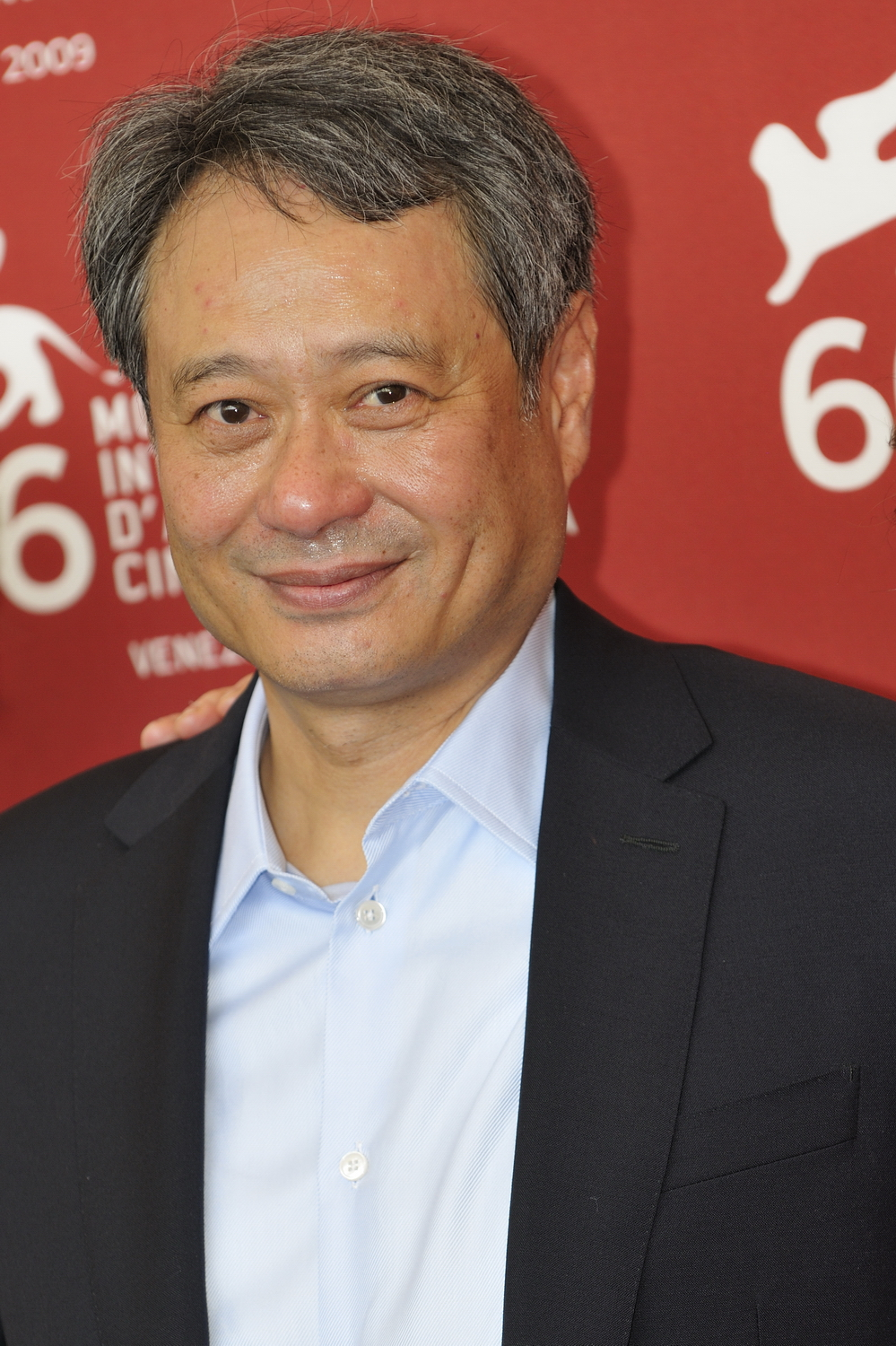
Algunos críticos encontraron similitudes entre Loev y Brokeback Mountain, del director Ang Lee (en la imagen).

Temáticas como el amor no correspondido y la autoaceptación ocupan un lugar central en Loev, como señalan los críticos Aseem Chhabra, Zack Ford y Subhash K. Jha; en sus reseñas afirmaron que la sexualidad pasa a un segundo plano frente a estos temas. Chhabra, guionista y director de cine radicado en Nueva York, señaló que la película «presenta de forma magistral un viaje emocional de personajes homosexuales, que parecían sentirse cómodos con su identidad». Además, como expresó el propio Saria, la película es una «historia universal sobre la atracción».
Mientras que Siddharth Naidu, de Vox, la consideró políticamente radical y emocionalmente cruda, Chhabra le restó importancia al tema político en su editorial para Rediff.com. Esta última opinión fue compartida por el periodista independiente Steven Borowiec, quien afirmó que el contexto social de las relaciones entre personas del mismo sexo en la India permanecía «mayoritariamente fuera de la pantalla». En ThinkProgress, Ford señaló que, aunque el trasfondo sociopolítico «nunca se menciona explícitamente, se alude a él en todo momento». Abordando la misma cuestión, Saria afirmó: «Loev no es una película política, pero el acto de hacerla sí lo fue. Lo que empezó como un acto intelectual de protesta se convirtió rápidamente en otra cosa: amor». Jha creía que el filme marcaba «un nuevo comienzo para el cine sobre el amor inconstitucional en India».
Mientras trabajaba en Estados Unidos, el director se familiarizó con el cine independiente norteamericano, el cual influyó en su obra. También menciona a directores como los hermanos Dardenne, Éric Rohmer y Hrishikesh Mukherjee como importantes influencias durante sus años de formación como cineasta. Críticos y comentaristas establecieron paralelismos entre Loev y Brokeback Mountain (2005), de Ang Lee y detectaron una similitud «en la forma en que el terreno rocoso se utiliza para definir el tema del amor prohibido». También se consideró que la película era visual y estructuralmente similar a Weekend (2011), de Andrew Haigh, y a Happy Together (1997), de Wong Kar-wai. Ford opinó que, a pesar de ser mucho más sutil en su retrato del afecto entre personas del mismo sexo en comparación con Weekend, Loev seguía siendo un filme «bastante novedoso para Bollywood».

## Lanzamiento
El filme se estrenó en el Festival de Cine Tallin Black Nights (Estonia) el 19 de noviembre de 2015. Se proyectó después en otros eventos de cine de Europa y Asia, como el Festival Internacional de Cine de Jeonju (Corea del Sur), el Festival Internacional de Cine de Estambul (Turquía), el Festival de Cine Artístico de Eslovaquia y el Festival Internacional de Cine de Transilvania (Rumania). Se estrenó en Norteamérica el 12 de marzo de 2016, en la sección «Visions» del Festival de Cine South By SouthWest. El Festival Internacional de Cine LGBT de Tel Aviv, el BFI Flare: London LGBT Film Festival y el Frameline Film Festival fueron algunos de los festivales de cine LGBTQ que lo proyectaron. Loev ganó el Premio del Público al Mejor Largometraje en el Festival Internacional de Cine de Tel Aviv.
Su estreno en la India ocurrió en el segmento «India Gold» del Festival de Cine de Bombay de 2016. También se proyectó en el Festival Internacional de Cine de Kerala el mismo año, en Thiruvananthapuram. El filme llegó a la plataforma de Netflix el 1 de mayo de 2017. Poco después de su estreno, el periodista Rajeev Masand recibió a Saria, al reparto principal y al equipo de producción en un programa de entrevistas en News18. En mayo de 2017 el filme tuvo una proyección especial en Bombay, a la que asistieron todo el reparto y el equipo junto con personalidades de Bollywood como Richa Chaddha, Kalki Koechlin, Rannvijay Singh, Bejoy Nambiar, Shruti Seth y Meiyang Chang, entre otros.

## Recepción crítica

### Local
Loev cosechó reseñas positivas en el Festival de Cine de Bombay; el crítico Manika Verma afirmó que la cinta «no se conforma con los estereotipos, una trampa en la que es muy fácil caer». Esta opinión fue compartida por Namrata Joshi, del diario The Hindu, quien escribió que la película añadía una nueva dimensión al cine gay; pensó que se trataba de «una visión engañosamente simple, pero matizada y sincera, del eterno enigma de las relaciones». Subhash K. Jha le concedió cuatro estrellas sobre cinco posibles, definiéndola no como una película gay sino como una «inolvidable historia de amor». Aplaudiendo la fotografía, la dirección y las interpretaciones de Ganesh y Panditt, manifestó que Loev «no solo redefine el amor y la pasión en el contexto de la realidad india, sino que es un nuevo comienzo para el cine sobre el amor inconstitucional en el país». Deepali Singh también la elogió en su crítica para Daily News and Analysis, haciendo especial hincapié en la fotografía y en la interpretación de Ganesh. En su opinión, el filme contiene varias escenas memorables. Alabando la química del reparto protagonista, Joshi afirmó que Panditt era «todo solidez y fuerza» y Ganesh «ternura y vulnerabilidad».

### Internacional
La película obtuvo elogios de la prensa especializada en muchos festivales de cine; los críticos destacaron tanto el sensible tratamiento que hace del tema de la homosexualidad como las interpretaciones del reparto. En su crítica del Festival de Cine Black Nights de Tallin, Shelagh Rowan-Legg, de Screen Anarchy, enalteció su refrescante concepto, diferente del cine habitual asociado a la India: «Loev examina lo personal y lo político, [...] en un retrato sensible pero abierto del amor y la sexualidad». Calificó además el reparto como «hecho a la medida», destacando a Panditt en particular: «Pandit mide perfectamente el tiempo de la lenta liberación de su frustración, [...] es a la vez atroz y creíble». Aunque consideró que Ganesh es «una presencia carismática en la pantalla», Wendy Ide de Screen International declaró: «a pesar del estilo naturalista de la actuación, hay algo que no resulta del todo persuasivo en la relación entre Jai y Sahil».
Loev fue bien recibida en Norteamérica. Su proyección fue la primera de una película india en el Festival de Cine South by Southwest. Brooke Corso, de The Macguffin, comentó que la hermosa y desgarradora cinta brilla cuando «se centra en lo que se dice cuando los personajes no hablan, y lo que se evita cuando lo hacen». Matt Shiverdecker, del Austin American-Statesman, la calificó como un «pequeño milagro». Elogió su realismo y atribuyó su éxito a los actores y a la belleza de los paisajes. Siddhant Adlakha, de Birth Movies Death, la llamó una «minúscula película de milagrosa construcción» y una «melancólica historia en la que las preguntas no tienen fácil respuesta, [...] pero en la que la dicha, incluso momentánea, parece infinita».

## Premios y nominaciones
| Año  | Premio                                        | Categoría                                   | Receptor | Resultado | Ref.   |
| ---- | --------------------------------------------- | ------------------------------------------- | -------- | --------- | ------ |
| 2015 | Festival de Cine Tallinn Black Nights         | Premio Tridents                             | Loev     | Nominado  | [ 9 ]  |
| 2016 | Festival Internacional de Cine de Guadalajara | Mejor largometraje                          | Loev     | Nominado  | [ 46 ] |
| 2016 | Frameline Film Festival                       | Mejor película (jurado)                     | Loev     | Nominado  | [ 47 ] |
| 2016 | Frameline Film Festival                       | Premio de la audiencia AT&T                 | Loev     | Ganador   | [ 47 ] |
| 2016 | Festival South by Southwest                   | Premio de la audiencia                      | Loev     | Nominado  | [ 48 ] |
| 2016 | Festival Internacional de Cine de Tel Aviv    | Premio de la audiencia a mejor largometraje | Loev     | Ganador   | [ 35 ] |